# 防己叉丝壳
防己叉丝壳（学名：Microsphaera pseudolonicerae）是属于白粉菌目白粉菌科叉丝壳属的一种真菌，寄生在防己科植物上。该种分布于中国、日本。